# Верхняя Гаронна
Ве́рхняя Гаро́нна (фр. Haute-Garonne, окс. Nauta Garona, Auta Garona) — департамент на юго-западе Франции, один из департаментов региона Окситания. Порядковый номер — 31. Административный центр — Тулуза. Население — 1 268 370 человек (14-е место среди департаментов, данные 2010 года).

## География
Площадь территории — 6309 км². Через департамент протекает река Гаронна. Южные области находятся в горной системе Пиренеев. Наивысшая точка — гора Пердигер (3222 м).
Департамент включает 3 округа, 53 кантона и 588 коммун.

## История
Верхняя Гаронна — один из первых 83 департаментов, образованных во время Великой французской революции в марте 1790 года. Возник на территории бывшей провинции Лангедок. Название происходит от реки Гаронна.